# Miltogramma occipitalis
Miltogramma occipitalis är en tvåvingeart som beskrevs av Pandelle 1895. Miltogramma occipitalis ingår i släktet Miltogramma och familjen köttflugor.
Artens utbredningsområde är Frankrike. Inga underarter finns listade i Catalogue of Life.